# Radomir Kovacevic
Radomir Kovacevic (né le 20 mars 1954 et mort le 14 juin 2006 à Belgrade) est un judoka yougoslave. Il participe aux Jeux olympiques d'été de 1980 dans la catégorie des poids lourds et il y décroche la médaille de bronze.

## Palmarès

### Jeux olympiques
- Jeux olympiques de 1980 à Moscou,  Union soviétique
  -  Médaille de bronze